# 콜로라도강 (아르헨티나)

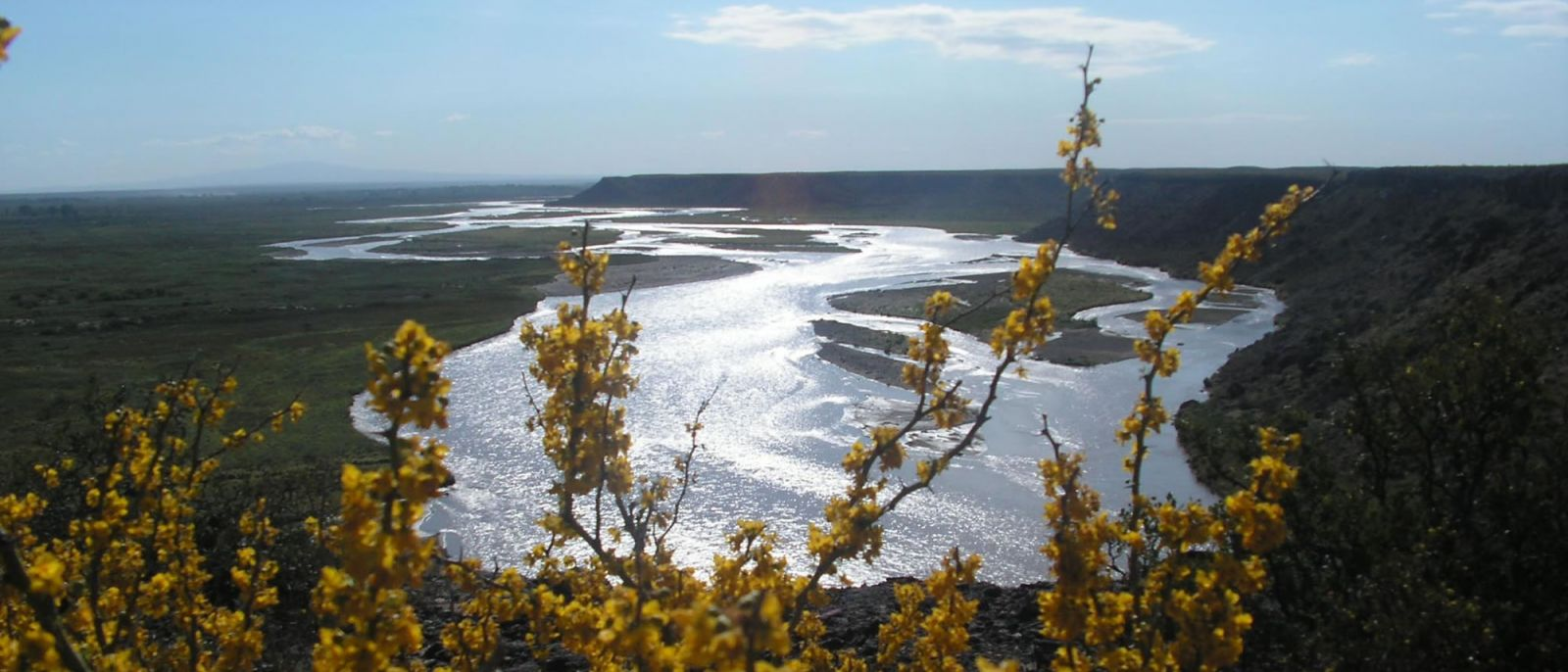
콜로라도강

콜로라도강(스페인어: Río Colorado)은 아르헨티나 중부를 흐르는 강이다. 콜로라도강은 아르헨티나의 네우켄주, 멘도사주 리오네그로주, 라팜파주의 행정 구역 경계를 형성한다. 인공 댐인 "엠발세 카사 데 피에드라"는 강이 가로지르는 건조 지역에 수력 발전을 생성하고 강의 수위를 조절하는 역할을 한다.
발원은 칠레 화산인 팅귀리리카 화산과 같은 위도에 있는 안데스 산맥의 동쪽 경사면에 있으며, 강은 일반적으로 동남동 방향으로 대서양을 향해 흐른다. 안데스 산맥 근처를 떠난 후, 콜로라도강은 척박하고 건조한 지역을 통과하며 라팜파주에서 흘러내리는 살라도를 제외하고는 주목할 만한 지류가 없다. 하지만 한때는 폐쇄된 라구나 우레 라우켄 호수 분지의 유출구였다. 파타고니아를 가로지르는 콜로라도강의 저지대는 비옥하고 삼림이 우거져 있지만 면적이 너무 작아서 작고 흩어져 사는 인구 이상을 부양할 수 없다. 강은 바이아블랑카 남쪽으로 약 100 to 120 킬로미터 (62 to 75 mi) 떨어진 곳에서 끝나며, 위도 39° 30'에서 39° 50' S까지 뻗어 있는 우니온만 삼각주의 여러 수로를 통과한다. 총 길이 는 약 1,000 킬로미터 (620 mi)이며, 해안에서 피치마우이다까지 약 300 킬로미터 (190 mi)는 최대 2 미터 (7 ft) 흘수선을 가진 선박이 항해할 수 있다.